# Парацетамол
Парацетамол (Ацетамінофен) (МНН; лат. Paracetamolum) — лікарський засіб, що має знеболювальну та жарознижувальну та слабку протизапальну дію.
Є широко розповсюдженим анальгетиком з доволі слабкими протизапальними властивостями (тому і не має пов'язаних з ними побічних ефектів, характерних для нестероїдних протизапальних препаратів). Разом з тим, може бути причиною порушення роботи печінки, підшлункової залози, кровоносної системи та нирок.
Світовий список торговельних назв парацетамолу та парацетамол-вмісних препаратів налічує десятки найменувань. У США частка препаратів на основі парацетамолу складає 67 % від усіх безрецептурних засобів.
Парацетамол — ненаркотичний анальгетик. Неселективно інгібує ЦОГ, впливаючи на центри болю і терморегуляції. У запалених тканинах клітинні ферменти пероксидази нейтралізують вплив парацетамолу на ЦОГ, що пояснює незначний протизапальний ефект. Відсутній вплив на синтез жирних кислот простагландинів у периферичних тканинах, що зумовлює відсутність у парацетамолу негативного впливу на водно-сольовий обмін (затримка натрію і води) і слизову оболонку шлунково-кишкового тракту. Можливість утворення метгемоглобіну і сульфгемоглобіну малоймовірна.

## Фізичні властивості
Білий чи білий з кремовим або рожевим відтінком кристалічний порошок. Легкорозчинний у спирті, нерозчинний у воді.

## Фармакологічні властивості
Парацетамол швидко та майже повністю абсорбується у шлунково-кишковому тракті. Максимальна концентрація у плазмі крові досягається через 30-60 хвилин. Період напіввиведення становить 1-4 години. Рівномірно розподіляється по всіх рідинах організму. Зв'язування з білками плазми крові варіабельне. Виводиться переважно нирками у формі кон'югованих метаболітів.

## Показання
Симптоматичне лікування болю слабкої та помірної інтенсивності та/або підвищенням температури тіла; дітям від 2 місяців: біль під час прорізування зубів, зубний біль, біль у горлі, гарячка при застуді, грипі та дитячих інфекціях (вітрянка, коклюш, кір, паротит), лікування поствакцинальної гіпертермії у немовлят віком 2-3 місяці.
Головний біль, включно з мігренню та головним болем напруги; біль у спині; ревматичний біль; біль у м'язах; періодичні болі у жінок; невралгії; зубний біль; полегшення симптомів застуди та грипу, таких як гарячка, ломота, біль.

## Протипоказання
Гіперчутливість до препарату; значні порушення функції печінки та нирок; непереносність фруктози; вроджена гіпербілірубінемія, дефіцит глюкозо-6-фосфатдегідрогенази, алкоголізм, захворювання крові, синдром Жильбера, виражена анемія, лейкопенія; т. гепатоцелюлярна недостатність.
Для твердих лікарських форм — діти віком до 6 років, для рідких (педіатричних лікарських форм) — діти до 2 місяців.
Супозиторії — запалення слизової оболонки прямої кишки та порушення функції ануса, дитячий вік до 1 місяця (маса тіла дитини до 4 кг).
Розчин для інфузій: дитячий вік до 1 року.

## Побічна дія
Анафілаксія, реакції гіперчутливості, включаючи шкірний свербіж, висип на шкірі й слизових оболонках (генералізований висип, еритроматозний, кропив'янка), ангіоневротичний набряк, мультиформна ексудативна еритема (наприклад синдром Стівенса-Джонсона), токсичний епідермальний некроліз (Синдром Лаєлла); нудота, біль в епігастрії; гіпоглікемія, аж до гіпоглікемічної коми; тромбоцитопенія, агранулоцитоз, анемія, сульфгемоглобінемія і метгемоглобінемія (ціаноз, задишка, болі в серці), гемолітична анемія, синці чи кровотечі; бронхоспазм у пацієнтів, чутливих до аспірину та до інших НПЗП; порушення функції печінки, підвищення активності печінкових ферментів, без розвитку жовтяниці; асептична піурія.

## Синтез
Парацетамол одержують ацилюванням 4-амінофенолу, який утворюється при відновленні 4-нітрофенолу, отриманого нітруванням фенолу:

## Синоніми
Ацетамінофен, анапірон, блімол, панадол, парадін, парамол, піарон, калпол, ефералган, рапідол; парафузив, прайд, інфулган (внутрішньовенний)